# ARM Mina (F-214)
La Fragata ARM Mina (F-214) es un barco de la Armada de México comprada a la Armada de los Estados Unidos con el nombre USS Whipple (FF-1062). A su llegada a la Armada de México se le otorga el nombre de ARM Mina (F-214) en honor a Francisco Javier Mina, héroe de la Guerra de la Independencia española y de la Independencia de México.
- Datos: Q7875470
- Multimedia: ARM Mina (F-214) / Q7875470